# Vulci

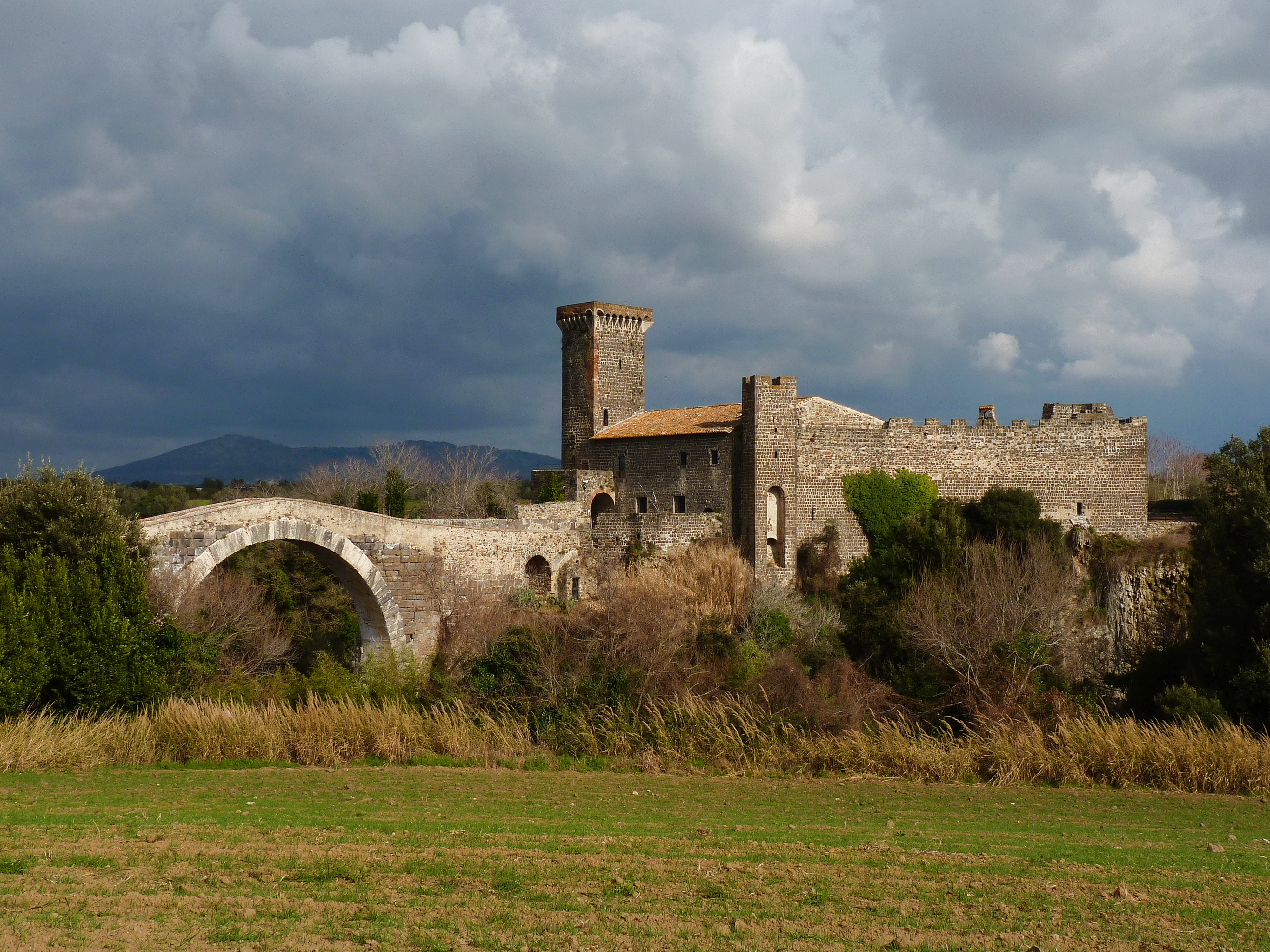
Hrad dell'Abbadia s mostem

Vulci nebo Volci (etrusky Velch nebo Velx) bylo etruské město ve dnešní provincii Viterbo severně od Říma ve střední Itálii.
Název Vulci nesl rovněž zdejší kmen Etrusků. Jednalo se o jeden z dvanácti etruských městských států, z nichž se zformovala etruská liga. Patronkou města byla bohyně Turan.
Po porážce od Římanů byli Etruskové asimilováni, město ztratilo svůj původní význam a zaniklo. Z toho důvodu na místě Vulci nikdy nebylo vybudováno nové město.

## Archeologické nálezy
V roce 1828 zde byla objevena rozsáhlá nekropole, v níž bylo nalezeno více než 15 000 hrobek. Nejznámější z nich je Tomba François objevená v roce 1857. Zdejší fresková výzdoba je dnes vystavována v Museo Torlonia v Římě.